# Seres István (köztisztviselő)
Seres István (Solymár, 1928. március 12. – 2007. szeptember 17.) köztisztviselő, helytörténeti kutató, a Pest megyei Solymár történelmének egyik legaktívabb kutatója és dokumentálója. Négy évtizeden keresztül dolgozott a település községi (1970-től nagyközségi) tanácsában, eleinte alsóbb szintű közigazgatási beosztásokban, majd 1954-től az 1988-ban bekövetkezett nyugdíjazásáig a tanács második embereként mint végrehajtó bizottsági (vb-) titkár. Nyugdíjas korában teljesedett ki kutatóként, élete utolsó éveiben pedig az általa korábban gyűjtött hatalmas helytörténeti anyag digitalizálásával foglalkozott.

## Élete
1928. március 12-én született, Schmidt (az anyakönyv írásmódja szerint Schmiedt) József ács és Hellebrandt Anna fiaként, Solymáron. A pilisvörösvári polgári iskola elvégzése után, rokoni ajánlásra került a solymári községházára, ahol 1944. október 1-től kezdett dolgozni mint közellátási jegykezelő. Másfél évvel később, 1946 tavaszán a solymári német lakosság mintegy 60 százalékát kitelepítették, ő maga sváb származású létére részben a községházi állásának, részben nagyapja bányaácsmesteri foglalkozásának köszönhetően úszhatta meg az elűzetést. Miután a solymári kitelepítés első hullámát követően a környéken azt kezdték beszélni, hogy még további telepítések is várhatóak, sok itthon maradt családdal együtt ők is a névmagyarosítás mellett döntöttek: 1947-ben az egész család a Seres névre magyarosított.
Seres Istvánt 1954-ben nevezték ki a solymári tanács végrehajtó bizottsági titkárának, vagyis a mindenkori tanácselnök mint politikai vezető mellett a községi ügyek operatív vezetőjének. Az így nyert feladatkör azonban már régóta nem volt ismeretlen a számára: az azt megelőző nyolc évben számos tanácselnök váltotta egymást, és a személyi váltások idején, az új tanácselnök általában több hónapos betanulási ideje alatt – önéletírásának tanúsága szerint – már ekkor is jórészt rá hárult a vezetői teendők zöme. Már kinevezett vb-titkár volt, amikor 1956-ban házasságot kötött egy solymári kőművesmester lányával, Taller Máriával, akinek tőle két lánya született.
Seres közigazgatási tevékenységéről elmondható, hogy a maga posztján mindig igyekezett fékezni és tompítani a változások negatív hatásait, és minden tőle telhetőt megtenni Solymár fejlődésének elősegítésére. VB-titkári időszakára esett a település vízvezetékrendszerének, gázhálózatának és az úthálózat jelentős részének a kiépítése; posztjáról való leköszönése idején Solymárt mint a Budai járás legdinamikusabban fejlődő községét tartották számon.
A rendszerváltás után, nyugdíjasként is besegített a polgármesteri hivatal egyes ügyeibe, elsősorban a kárpótlási és földügyek rendezésében; ebben segítségére volt, hogy a korábbi évtizedekben olyan iratokat is megőrzött, illetve megtiltotta a kidobásukat, amiknek előteremtése ebben az időszakban (más települések vonatkozásában) már a földhivataloknak is nehézséget okozott. Munkája elismeréseként, öt évvel a nyugdíjazása után megkapta a Pest Megyei Önkormányzat legmagasabb szintű megyei elismerését, a Nyáry Pál Díjat is. Solymár kevésbé volt gáláns a személyével: a község hivatalos elismerését csak négy évvel a halála után, 2011-ben nyerte el, néhány helyi civil szervezet többször ismételten benyújtott indítványa hatására.
2007 szeptemberében, otthonától alig néhány száz méterre közúti balesetet szenvedett, amelyben olyan súlyos sérüléseket szerzett, hogy másfél hetes ápolás után, szeptember 17-én elhunyt; temetése 26-án a solymári temetőben zajlott.

## Munkássága helytörténeti kutatóként
A történelem már a gyerekkorától kezdve Seres István érdeklődésének középpontjában állt, és ez végigkísérte az életét. Ez is közrejátszott abban, hogy közszolgálati működése alatt évről évre igen magas színvonalon készítette el a község krónikáját, gyűjtve bennük minden Solymárra vonatkozó adatot. 1966-ban az egyik fő szervezője volt a Solymár 700 éves fennállása alkalmából szervezett programsorozatnak, és 1970-ben alapító tagja lett a Solymári Helytörténeti Társaságnak is.

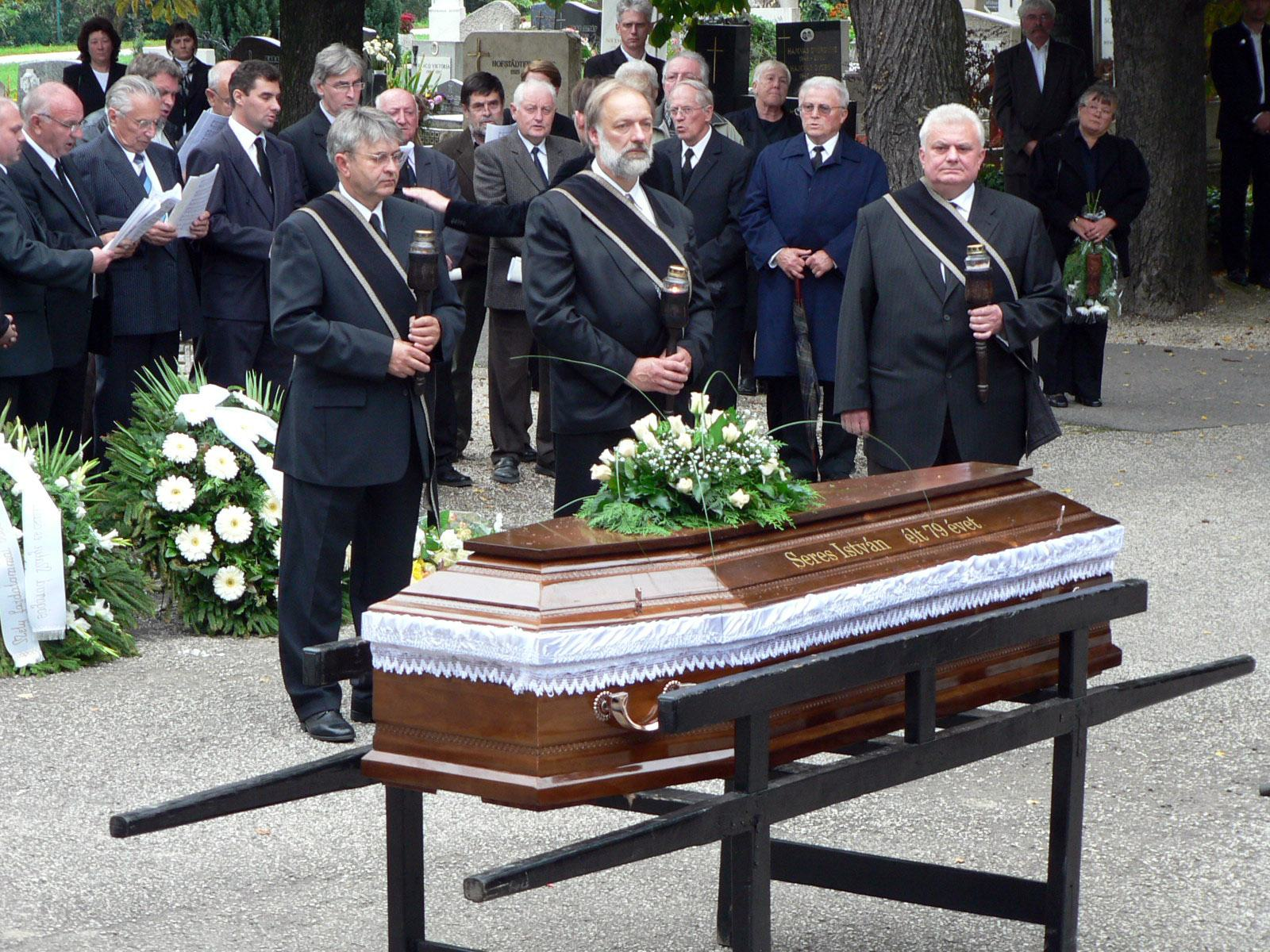
Búcsúztatása 2007 szeptemberében

Nyugdíjba vonulása után, a korábbi krónikákat és egyéb forrásmunkákat összedolgozva készítette el Solymár története és néprajza című községi „monográfiáját”, majd azt kiegészítve 2002-ben jelentette meg az Adalékok és emlékiratok Solymár történetéhez című, az előbbinél is vastagabb kötetét, amelyben Solymár történetével kapcsolatos dolgozatokat, publikációkat gyűjtött össze, illetve közreadta saját, igen részletes visszaemlékezéseit is vb-titkári időszakára, és a községben ezen idő alatt történt fejlesztésekre, fontosabb eseményekre vonatkozóan. E két nagy könyv mellett néhány kisebb tanulmányt is készített, illetve gyakran írt újságcikkeket a helyi lapokba. Élete vége felé többek között az általa összegyűjtött, több mint 3000 fényképből álló helytörténeti fotóarchívum digitalizálásával foglalkozott.

## Művei
- Solymár története és néprajza. Solymári Helytörténeti Alapítvány, Solymár, 1993
- Adalékok és emlékiratok Solymár történetéhez. Solymári Helytörténeti Alapítvány, Solymár, 2002
- A solymári kegykép története. Kéziratban maradt.